# Rainer Wolf
Rainer Wolf (* 18. Februar 1956) ist ein ehemaliger deutscher Fußballspieler. Zwischen 1977 und 1983 spielte der für Chemie Böhlen in der DDR-Oberliga, der höchsten Spielklasse im DDR-Fußball.

## Sportliche Laufbahn
Seine Laufbahn im DDR-weiten Ligenbetrieb begann Rainer Wolf in der Saison 1973/74, als er für den 1. FC Lokomotive Leipzig mit der 2. Mannschaft zwei Punktspiele in der zweitklassigen DDR-Liga absolvierte. Nachdem er 19747/75 mit Lok II 13 DDR-Liga-Spiele bestritten hatte, stieg die Mannschaft in die Bezirksliga ab. Nach dem Gewinn der Bezirksmeisterschaft wurde die 2. Mannschaft in die Nachwuchsoberliga eingegliedert. Unter Mitwirkung von Wolf wurde der Lok-Nachwuchs 1977 erster Meister der Nachwuchsoberliga.
Zur Saison 1977/78 wechselte Wolf zum Oberliga-Aufsteiger Chemie Böhlen. Dort wurde er bis zum 14. Spieltag in allen Oberligaspielen als Verteidiger eingesetzt, fiel danach verletzt aus und musste im Mai 1978 seinen Wehrdienst in der Nationalen Volksarmee antreten. Im November 1979 kehrte Wolf zu Chemie Böhlen zurück. Nach ihrem Abstieg 1979 spielte die Mannschaft in der DDR-Liga. Wolf wurde in den restlichen 13 Ligaspielen aufgeboten, und nachdem Böhlen Staffelsieger geworden war, wirkte Wolf auch in allen acht Spielen der Oberliga-Aufstiegsrunde mit, in der sich die Böhlener den Aufstieg sicherten. In seiner zweiten Oberligaspielzeit 1980/81 war Wolf in der Abwehr von Chemie Böhlen als Stammspieler gesetzt. Er fehlte nur in zwei Partien, und ihm gelang in dieser Saison sein einziges Oberligator. Diesmal konnte sich Böhlen nur ein Jahr lang in der Oberliga halten, erkämpfte sich aber sofort den Wiederaufstieg. Daran war Wolf mit 21 Einsätzen in den 22 DDR-Liga-Spielen, mit fünf Toren und mit sieben Einsätzen bei acht Aufstiegsspielen sowie einem Tor beteiligt. Auch Wolfs dritte Saison in der Oberliga, in der er 18-mal als Verteidiger gespielt hatte, endete wieder mit einem Abstieg. Danach absolvierte er mit Chemie Böhlen bis 1985 noch zwei Spielzeiten in der DDR-Liga, in denen er von 56 ausgetragenen Punktspielen 39 Partien bestritt und zu drei weiteren Torerfolgen kam. In seiner letzten Saison 1984/85 war er noch zum Mannschaftskapitän gewählt worden. Nach seinem Ausscheiden aus dem höherklassigen Fußball konnten er auf 56 Oberligaspiele (ein Tor), 88 DDR-Ligaspiele (acht Tore) und 15 Aufstiegsspiele (ein Tor) zurückblicken.